# Johann Georg Hopfengärtner

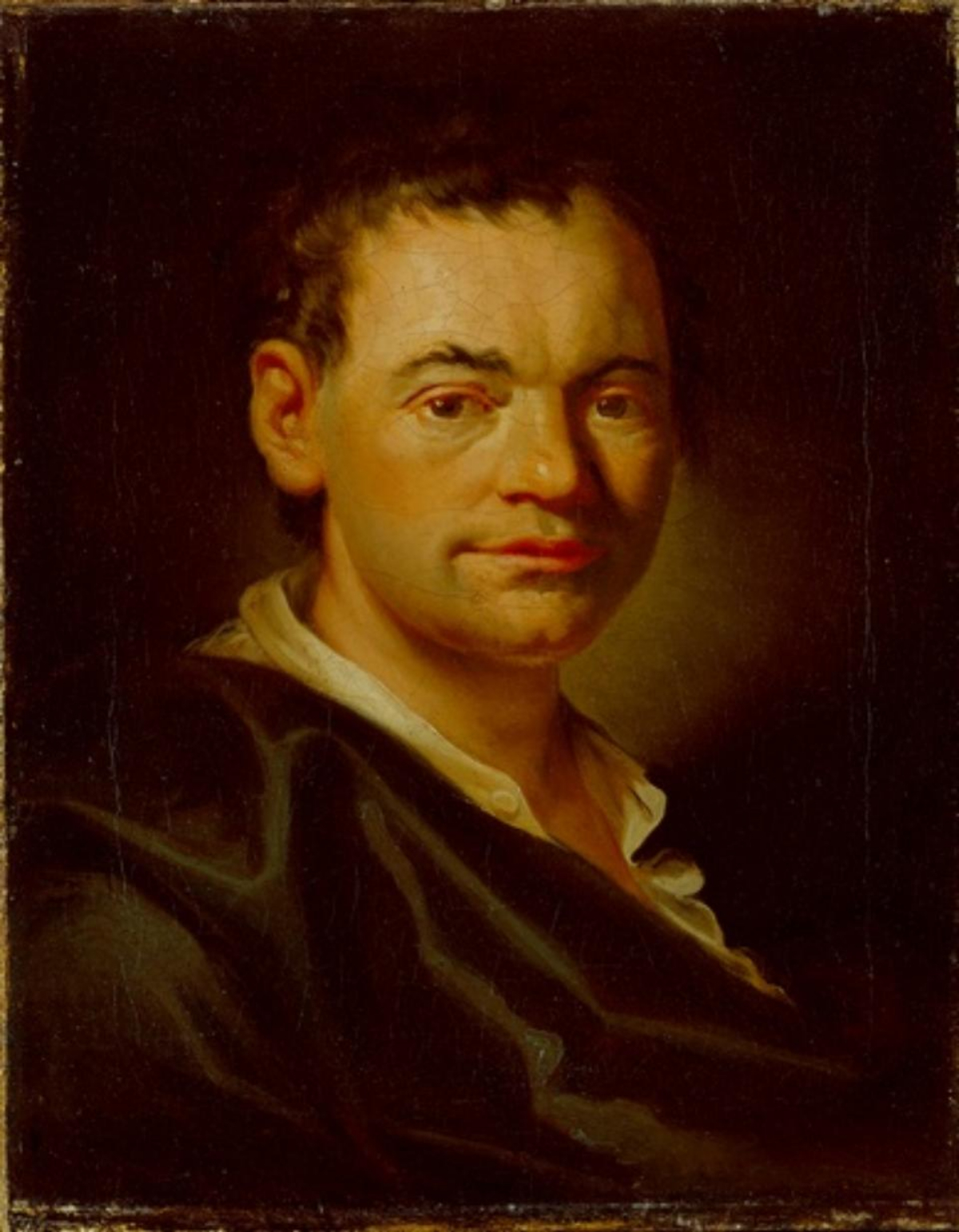
Porträt des Doktor Johann Georg Hopfengärtner von Nicolas Guibal (1762)

Johann Georg Hopfengärtner (getauft 21. März 1724 in Stuttgart; † 9. November 1796 ebenda) war ein deutscher Mediziner.

## Leben
Hopfengärtner studierte in Tübingen Medizin und promovierte 1747. Er war erster Stadtphysicus in Stuttgart und seit 1768 Leibarzt des württembergischen Herzogs Carl Eugen, ab 1780 gemeinsam mit Christian Friedrich Jäger.
1778 (oder kurz zuvor) wurde er Mitglied der Freimaurerloge Zu den 3 Cedern in Stuttgart.
Er heiratete 1765 in Plochingen Charlotte Regina Jäger (1735–??). Sein Sohn Friedrich Philipp studierte ebenfalls Medizin, während sein Neffe Christoph Hopfengärtner in Bern als Ebenist tätig war.
Johann Georg Hopfengärtners Bildnis und dasjenige seiner Frau hängt heute in der Barockgalerie auf Schloss Ludwigsburg.

### Beziehung zum Umkreis Hölderlins und Schellings
Julie Charlotte Dreher, eine Tochter aus Hopfengärtners erster Ehe, war mit Friedrich Hölderlins Denkendorfer Lehrer Wilhelm Ludwig Dreher verheiratet. Sie war auch eine Stiefschwester von Charlotte Regina Ströhlin, verwitweter Moser, geb. Oetinger (1757–1838), der Gattin (seit 1786) des Stuttgarter Gymnasialprofessors Friedrich Jakob Ströhlin (1743–1802). In dessen Stuttgarter Wohnung in der Schönfarbgasse, einer Seitenstraße der heutigen Eberhardstraße, logierte einst Friedrich Wilhelm Joseph Schelling. Ströhlin vermittelte später auf Grund seiner Erfahrung als einstiger Bordelaiser Hofmeister Hölderlin die Hofmeisterstelle in Bordeaux.